# Epibrontis
Epibrontis is een geslacht van vlinders van de familie tastermotten (Gelechiidae).

## Soorten
- E. hemichlaena (Lower, 1897)
- E. pallacopa Meyrick, 1922